# Bitka pri Dogger Banku (1781)
Bitka pri Dogger Banku je bila pomorska bitka, ki se je odvila 5. avgusta 1781 med četrto anglo-nizozemsko vojno, sočasno povezano z ameriško revolucionarno vojno, v Severnem morju. Šlo je za krvav spopad med britansko eskadriljo pod poveljstvom viceadmirala sira Hydea Parkerja, 5. baroneta in nizozemsko eskadriljo pod poveljstvom viceadmirala Johana Zoutmana, ki sta obe spremljali konvoje.
Obe strani sta razglasili zmago in oba konvoja sta pobegnila. Britanci so se iz bitke prvi umaknili, Nizozemci pa so izgubili linijsko ladjo in strateško gledano je bila bitka britanska zmaga, saj se je nizozemska flota umaknila v Texel in med vojno ni več zapustila pristanišča. Poleg tega je bila nizozemska trgovska trgovina zaradi nenehnega ujetja njihovih trgovskih ladij s strani britanskih zasebnikov še vedno ohromljena. Vsaj en nizozemski konvoj je prišel do Baltika, vendar je plul pod švedsko zastavo in ga je spremljala fregata švedske mornarice.
Parker je po vrnitvi menil, da ni bil ustrezno opremljen za svojo nalogo. Po prihodu v Nore je srečal kralja Jurija III. in mu rekel: »Želim si, da bi Vaše Veličanstvo imelo boljše ladje in mlajše častnike. Kar se mene tiče, sem zdaj prestar za to službo.«:52 Parker je nato odstopil s poveljstva.
V Nizozemski republiki je bila bitka predmet širokega slavja. Zadnja akcija flote, v kateri je sodelovala nizozemska mornarica pred bitko, je bila Bitka pri Málagi leta 170 in zdaj se je obdržala proti britanski floti. Nizozemski poveljniki so bili zasuti s pohvalami in v Nizozemski republiki je izbruhnil val šovinizma. Dejstvo, da bitka ni spremenila strateških razmer, je bilo prezrto.

## opombe
1. ↑  Holland, a 68-gun Dutch ship of the line, sank after the battle.